# Legname

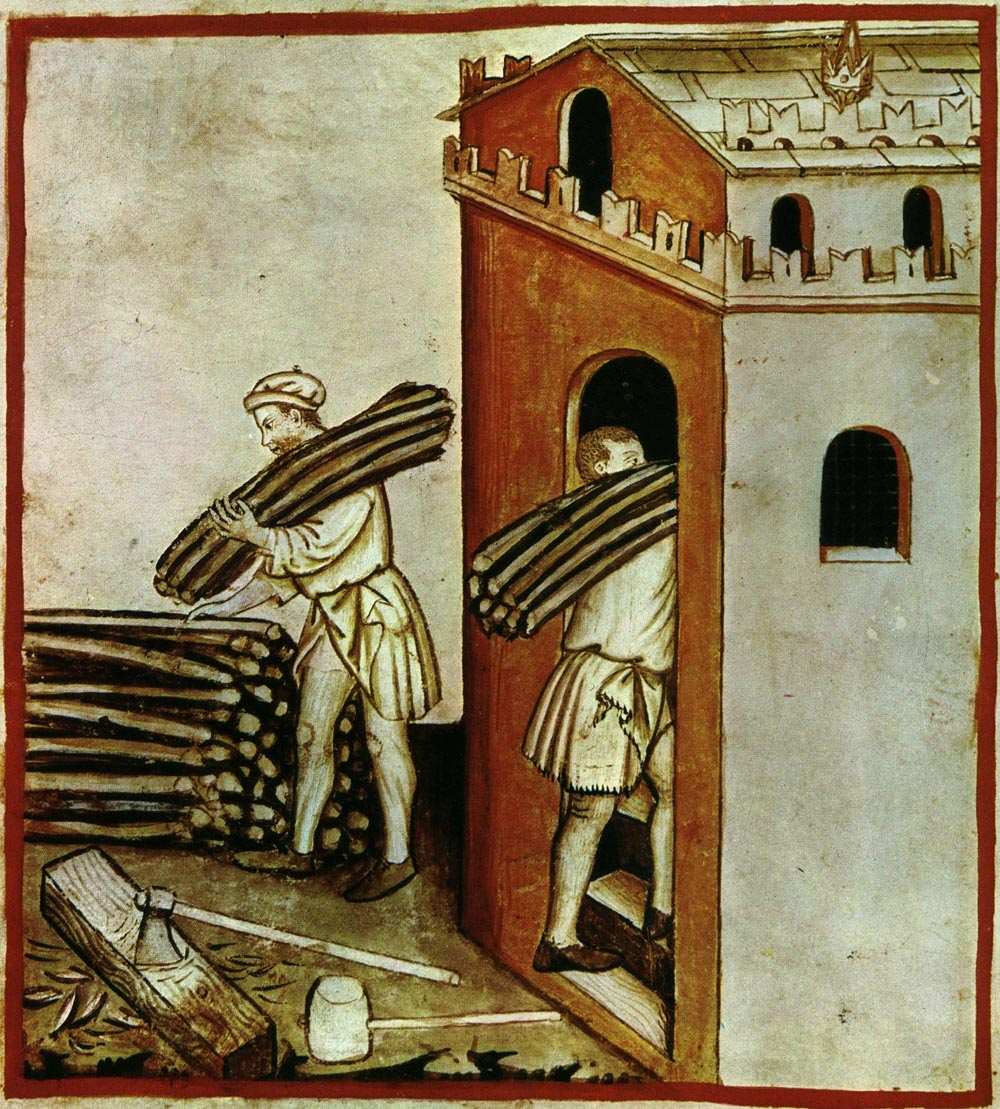
Lavorazione del legname, tacuinum sanitatis casanatensis (XIV secolo)

Il legname è il prodotto che si ricava industrialmente dalla coltivazione degli alberi legnosi. Inoltre il termine è usato per indicare il legno nella sua condizione temporanea intercorrente fra il taglio ed il successivo utilizzo come legno strutturale. L'attività di coltivazione delle foreste, quasi esclusivamente destinata alla produzione di legname, è la arboricoltura da legno.
Il legname, il cui consumo è stato sì attenuato ma non soppresso dall'introduzione di materie alternative fra le quali la plastica, tuttora rappresenta una voce fondamentale di bilancio delle economie nazionali; come tale, ha condizionato la storia determinando e motivando azioni e strategie di conquista anche bellica, risultando materia prima vitale il suo approvvigionamento a fini energetici, esattamente come in tempi moderni accade per il petrolio o per le risorse nucleari.
L'utilizzo delle risorse forestali è soggetto ad obiezioni di crescente condivisione che sottolineano i gravi rischi ecologici dell'esasperato sfruttamento: la deforestazione inciderebbe, infatti, sulla composizione chimica dell'atmosfera e indirettamente contribuirebbe all'effetto serra. Fra le prime celebri posizioni invocanti regolamentazioni morigeratrici si ricorda quella del movimento per la conservazione della natura, coordinata da Gifford Pinchot e dal presidente statunitense Theodore Roosevelt.

## Legname pregiato
Per la costruzione di mobili si utilizzano essenze pregiate come noce, palissandro, ciliegio ed altri tipi di legname.

## Economia
Il mercato attuale del legname comprende da un lato il mercato (anche immobiliare) delle foreste e dei boschi "in piedi" (senza proprietà fondiaria) e dall'altro il comparto legnamistico vero e proprio che tratta i materiali grezzi e semilavorati.
Entrambi i mercati sono ormai da intendersi globalizzati.

### Mercato del legname
Il Random Length Lumber è il contratto futures con cui si scambia il legname sui mercati finanziari.

#### Fattori
Il prezzo del legname è influenzato dai seguenti fattori:
- Dati sulla costruzione e sull'edilizia abitativa: Il legname è, di gran lunga, il materiale da costruzione più importante utilizzato per costruire nuove case. In media, una nuova casa contiene 15.000 piedi di tavole di legno tenero. Inoltre, i nuovi acquirenti di case in genere acquistano mobili e accessori realizzati sia con legni teneri che duri. I commercianti di legname monitorano attentamente l'inizio degli alloggi e i dati di costruzione per avere indizi sulla domanda futura. Un'impennata di nuovi inizi potrebbe significare una scarsa offerta per la merce e prezzi più alti nel breve e medio termine. Più in generale, anche i dati macroeconomici come i salari non agricoli e il PIL possono influire sulla futura domanda di legname.
- Politiche commerciali: Gli Stati Uniti sono il maggior consumatore di legno tondo e, insieme alla Cina, consumano la stragrande maggioranza della fornitura globale di legno segato. Tuttavia, gli Stati Uniti non sono in grado di soddisfare la propria domanda attraverso la produzione interna e fanno molto affidamento sulle importazioni da altri paesi. L'imposizione di dazi e contingenti negli Stati Uniti può avere un forte impatto sui prezzi del legname. Allo stesso modo, anche la misura in cui il Canada e altri esportatori sovvenzionano la produzione di legname può influire sui prezzi.
- Disponibilità e prezzo dei materiali alternativi: Il legno è in concorrenza con altri materiali da costruzione come plastica e metalli. La domanda per ciascuno di questi materiali oscillerà principalmente in base al prezzo e alla disponibilità. Se i produttori possono procurarsi alternative a un costo inferiore rispetto al legname, di solito sostituiranno quei materiali al legno. Naturalmente, se i prezzi del legname sono significativamente inferiori rispetto ad altri materiali, i costruttori potrebbero aumentare la loro domanda di legno come materiale da costruzione. Questi cambiamenti nella domanda possono avere un impatto sui prezzi del legname.
- Deforestazione: La perdita e il cambiamento delle foreste sono due fattori che possono influenzare la fornitura di alberi e, in definitiva, il prezzo del legname. La perdita di foreste, nota anche come deforestazione, si verifica quando le persone disboscano le foreste per rendere la terra disponibile per usi industriali. I timori della deforestazione possono anche indurre i paesi a imporre restrizioni al disboscamento e limitare la disponibilità di terra assegnata all'industria. In definitiva, la deforestazione può portare a prezzi più elevati per il legname. L'aumento del consumo di energia rinnovabile significa anche che la domanda di legna da ardere è diminuita e continuerà a farlo, sebbene questo sia un fattore minore rispetto al legname da costruzione.

## Storia del commercio britannico del legname
Durante il Medioevo, all'epoca degli Stuart, la Gran Bretagna aveva sviluppato una notevole produzione domestica di legname, in seno alla quale particolarmente importante era il prodotto delle famose querce britanniche (oak). Questo legname ha formato la base di approvvigionamento di molte industrie, da quelle per la fusione del ferro a quelle delle costruzioni navali.
Già prima della Rivoluzione industriale, però, il prezzo del legname in Inghilterra andava progressivamente aumentando parallelamente alla crescita esponenziale del fabbisogno, mentre le quantità domestiche andavano verso l'esaurimento. Molte industrie furono così costrette a ricorrere a prodotti surrogati o succedanei. La rivoluzione industriale aveva progressivamente sostituito al legname il carbone come combustibile ed il mattone aveva sostituito il legname nella costruzione edile, ciononostante il fabbisogno restava assai elevato.

### Il legname nella cantieristica navale e nautica
Sarebbero stati necessari molti decenni prima che il ferro potesse essere usato per sostituire il legname nella costruzione navale.
Nel XVIII secolo, in anticipo rispetto ad altre potenze europee, l'Inghilterra aveva esaurito le sue provviste di legname adatto alla marina e finì col dipendere praticamente dai Paesi Bassi per prodotti d'importazione.
Sebbene ogni nazione comunque abbia alberi e legno, il legname per la costruzione di navi è un prodotto selezionato e davvero molto più limitato. I legni ideali per questi usi erano quercia e abete rosso.
Particolarmente difficili da trovare erano gli alberi (specie botaniche) adatti per costruire gli alberi della nave, un requisito cruciale di tutta la navigazione e che doveva essere sostituito spesso dopo le tempeste o per l'usura.

### Il legname nei paesi dell'area baltica
Poiché gli alberi adatti impiegano decenni per svilupparsi, nelle nazioni densamente popolate, come l'Inghilterra, qualsiasi metro quadro di terra potrebbe, razionalmente, essere molto più utilmente impiegato per produrre derrate alimentari, piuttosto che legname.
Il legname perciò poteva essere industrialmente coltivato soltanto in terre scarsamente popolate, come quelle della zona baltica ed anche in America settentrionale.
I paesi baltici e nordici, particolarmente la Norvegia, avevano anche alcune altre facilitazioni ed altri benefici comprese segherie di qualità tecnica superiore e prezzi di trasporto fluviale e marittimo spesso più bassi di quelli del trasporto terrestre.

### L'instaurazione della dipendenza baltica
L'industria cantieristica britannica, già entro la fine del XVII secolo, era diventata assolutamente dipendente dalle importazioni di legname baltico.
Lo storico del trasporto Ralph Davis ha dimostrato che per ogni cento tonnellate di merci trasportate, si richiedevano cinquanta tonnellate di rifornimenti navali importati, e questa cifra non includeva le importazioni necessarie per la regia marina britannica.
L'importazione di legname dal Baltico mostrò due difetti notevoli nella strategia degli statisti Britannici. Il primo era squisitamente di natura economica: i Britannici si cagionarono un pesante deficit commerciale con l'intera regione baltica, la Gran Bretagna richiese in gran numero risorse essenziali al Baltico ma non aveva, tuttavia, abbastanza merci da esportare verso il Baltico per compensare per questi acquisti. Così il deficit dovette essere colmato con esportazioni di preziosi lingotti d'oro o di vili mattoni da edilizia (brick).

### L'opposizione degli economisti
Questo squilibrio causò grande irritazione fra gli economisti esponenti del mercantilismo del tempo. Ulteriormente, a complicare il problema, diversamente da quanto accadeva per altre zone dove i Britannici avevano un deficit commerciale, quale l'India, il commercio baltico non poteva essere giustificato considerando che la Gran Bretagna ci avrebbe alla fine guadagnato dalla riesportazione al continente: l'acquisto di merci baltiche era molto superiore alle esportazioni della Gran Bretagna ed il pareggio appariva irraggiungibile.
La maggioranza degli studiosi, durante la seconda metà del XVII secolo, consideravano il commercio baltico come un dispendio spiacevole, ma necessario per la difesa militare inglese. Una certa consolazione trovarono, tuttavia, i mercantilisti nell'impiego di gran parte del legname nella flotta mercantile, che più tardi avrebbe aiutato ad introdurre i metalli nella madrepatria. Inoltre, fonte di sconcertante preoccupazione era la dominazione straniera del commercio baltico del legname. Questo problema fu parzialmente risolto soltanto tramite l'inclusione di tutele riguardanti il legname nelle Leggi della navigazione del 1651 e del 1660.

### I tentativi di protezionismo inglese
Mentre le leggi esclusero efficacemente gli olandesi dal commercio della Gran-Bretagna con il Baltico, comunque concessero ai paesi baltici il diritto di esportare il loro proprio legname.
Furono principalmente i danesi, gli svedesi ed i tedeschi che sostituirono gli olandesi in questo commercio poiché i commercianti britannici non lo videro come abbastanza vantaggioso. Ciò perché dal commercio baltico era difficile trarre profitto: con un carico di merci di manifattura britannica si potevano comprare - più o meno a baratto - settanta carichi di legname. La maggior parte delle navi che entravano nel Baltico erano perciò vuote: un'insostenibile inefficienza commerciale. La maggior parte dei commercianti britannici potevano impiegare le loro navi in più vantaggiosi commerci di merci coloniali e manifatturiere, un'opportunità che i commercianti baltici non avevano.

### Le implicazioni strategiche
Questi problemi commerciali delle importazioni baltiche del legname furono complicati da un problema militare e strategico. La dipendenza dal legname baltico era preminente nelle preoccupazioni degli statisti Britannici verso la fine del XVII secolo, principalmente a causa dei pericoli strategici.
Lo storico Charles Wilson chiamò la dipendenza dalla Scandinavia per approvvigionamenti della marina "il tallone di Achille della strategia britannica" durante questo periodo. Non c'erano molti commerci militarmente tanto importanti quanto il commercio baltico del legname, ma ce n'erano anche pochi di più fragili.
Oltre a ciò, provenendo il frutto del commercio dalla Norvegia, le navi del legname dovevano passare attraverso gli stretti fiordi che separano la Danimarca dalla Svezia, un passaggio ostruibile facilmente dalle marine nemiche, particolarmente gli olandesi, che erano geograficamente ben situati per impedire il commercio attraverso il Mare del Nord, così come, in misura inferiore, i francesi.

### La minaccia svedese
Inoltre era minaccioso anche il risveglio della Svezia, che nel 1690 era all'acme del suo relativamente breve periodo di potenza globale. La Svezia, inoltre, era una protezionista commerciale forte ed aveva imposto pesanti dazi sulle importazioni britanniche.
L'impero della Svezia, inoltre, stava espandendosi inglobando Livonia e Pomerania, due importanti produttori di legname. Così, cominciando le guerre Anglo-Olandesi della fine del XVII secolo, statisti e commercianti britannici cominciarono a cercare una fonte alternativa a queste importazioni.
Malgrado i ripetuti reclami per una regolazione del commercio baltico del legname  (Josiah Child, per esempio, pensava che il commercio dovesse essere riservato soltanto ai vascelli britannici), nessuna azione fu presa fino al 1704, quando la sicurezza britannica fu drammaticamente minacciata durante la guerra di successione spagnola, che alcuni hanno peraltro chiamato "il primo conflitto globale". Solo allora si ebbe un tentativo del Parlamento britannico di rompere la dipendenza della Gran Bretagna dal legname baltico.

### L'alternativa americana
L'unica alternativa possibile alle zone baltiche era l'America del Nord: la Nuova Inghilterra era particolarmente adatta per importare grandi quantità di legname di ottima qualità. Gli svantaggi erano una mancanza di infrastrutture nelle colonie ed i costi del trasporto, molto più alti del solito, per i mercati britannici.
A partire dal 1704 un certo numero di iniziative fu lanciato per incentivare l'uso del legname coloniale piuttosto che il legname del Baltico.
Questi incentivi inclusero sconti dai produttori nordamericani e leggi che proibivano l'esportazione di legname coloniale verso l'estero, tranne che verso l'Inghilterra. Questi sforzi furono abbastanza infruttuosi, tuttavia, e sia la marina militare che le flotte mercantili restarono dipendenti dal legname baltico. Il legname baltico ancora era rimasto a circa un terzo del prezzo del legname che veniva dalla lontana America del Nord.
Dopo che la guerra della successione spagnola si concluse, la minaccia contro i rifornimenti britannici di legname rientrò, e malgrado la continuata eiezione di forti pressioni dei mercanti per aumentare il protezionismo, questo non accadde per tutto il secolo successivo.
Per tutto il XVIII secolo, la supremazia navale della Gran Bretagna nella zona del Mare del Nord non fu mai messa in discussione.
Tuttavia, la posizione commerciale della Gran Bretagna rimase sfavorevole. Con soltanto occasionali eccezioni, la Gran Bretagna era ancora in deficit commerciale costante con l'intera regione baltica.
Malgrado questa circostanza fosse osservata come intensamente nociva dagli economisti del tempo, nessun'azione fu intrapresa a qualsiasi livello per provare ad impedire la continuazione in un simile atteggiamento economico. Le leggi della regina Anna rimanevano immodificate, ma queste erano purtuttavia ben note per essere completamente inefficaci nella limitazione della dipendenza dal Baltico. Durante questo periodo si sono, inoltre, sviluppati altri svantaggi economici di questo commercio.

### Le manifatture americane
Durante l'epoca coloniale, l'esportazione di legname in Inghilterra dalle colonie americane era poco praticata, perché solo gli alberi di grandi dimensioni potevano compensare il costo del lungo viaggio transatlantico. Per questa ragione la Nuova Inghilterra, piuttosto che esportare il legname per rifornire i depositi navali della madrepatria, se ne serviva per costruire le navi della propria flotta, poco costose e spesso di qualità superiore a quelle prodotte in Gran Bretagna.
Questa prassi si scontrava con i principi economici alla base del mercantilismo e del vecchio sistema coloniale, che consideravano la manifattura nelle colonie come contraria agli interessi della Gran Bretagna.
Nonostante l'opposizione di commercianti e produttori di legname delle colonie, che speravano di porsi in concorrenza con la fonte baltica, il parlamento decise di servirsi della marina militare per introdurre le politiche del mercantilismo.
Il tentativo seguente di rompere la dipendenza della Gran Bretagna dal Baltico ancora una volta si presentò durante un grande conflitto europeo con significativi interessi navali. Le terribili guerre di Napoleone riaccesero i timori della Gran Bretagna. La Danimarca e i fiordi, come tutta l'Europa continentale, erano alla mercé dell'esercito di Napoleone.

## La mafia e il legname
La frequenza di episodi criminosi legati al settore ha più volte testimoniato la possibilità di infiltrazioni mafiose ed accordi di cartello fra i principali produttori. È noto, peraltro, l'accordo fra i capi mafiosi italiani Tommaso Buscetta e Tano Badalamenti per il legname del Brasile, nel 1981.
La criminalità opera, per un verso, con sfruttamenti pesantissimi e dannosissimi sulle foreste che ha a disposizione, in pratica radendole al suolo senza lasciare rimboschimento, e, per altro verso, combatte la concorrenza organizzando vere e proprie campagne di incendi dolosi contro i boschi dei concorrenti, anche in vicinanza di centri abitati, con evidente indifferenza al rischio per la collettività.
Del resto, più di un osservatore, a partire da un'apposita commissione d'inchiesta statunitense degli anni 70 presto soppressa, sostiene che il commercio illegale e, talvolta, proprio clandestino del legname - ora detto "oro verde" - alimenta la corruzione nei paesi poveri e finanzia organizzazioni mafiose e trafficanti d'armi.
Il commercio del legname si presta, infatti, ad un approvvigionamento piratesco (effettuato radendo clandestinamente al suolo le foreste - 60 milioni di metri cubi l'anno, stimati, per un valore medio all'ingrosso di 200 miliardi di dollari ed al dettaglio di circa 5.000 miliardi di dollari), è per sua natura facilmente occultabile nei bilanci di stati corrotti, richiede un tipo di trasporto congenitamente adatto ad ospitare un parassitico trasporto clandestino di armi o droga, muove decine di milioni di dollari all'anno già in uno stato produttore medio-piccolo; tutte condizioni potenzialmente interessanti per le organizzazioni mafiose.
Da alcune posizioni estremiste si sostiene, addirittura, che le resistenze alla trattatistica internazionale in materia di salvaguardia dell'ambiente sarebbero legate anche agli interessi della mafia e dei mercanti d'armi nel traffico illegale del legname, che indirettamente verrebbe seriamente regolamentato da qualsiasi normativa in senso ambientalista.
Ha destato qualche grave sospetto la circostanza che negli ultimi decenni sia cresciuto considerevolmente in moltissime nazioni di tutti i continenti il numero degli incendi dolosi, talvolta organizzati scientificamente in maniera sistemica, mentre resti assolutamente irrisorio il numero dei colpevoli assicurati alla giustizia. I paesi più colpiti dal fenomeno, tra i quali figura anche l'Italia, sono effettivamente quelli le cui importazioni di legname sono percentualmente cresciute di più dopo l'inizio di questa dolorosa "stagione di piromania".
Circa l'effettiva libertà del mercato, taluni osservatori hanno notato che nel settore non si riscontra mai un reale ricambio delle aziende coinvolte, che a livello internazionale sono sempre e solo le stesse (o riconducibili a queste, come per il caso delle neonate aziende dell'Est europeo, la cui commercializzazione è affidata ad antiche aziende occidentali), così come si nota che i mercati lascerebbero trasparire una sottintesa compartimentazione territoriale fra i produttori, lasciando gli utenti finali privi di una reale scelta fra i fornitori. In Italia vi sono state pronunce dell'Autorità garante della concorrenza e del mercato per casi di concentrazione tra imprese indipendenti.
Da molti è, perciò, definito un mercato chiuso o lottizzato.

## Certificazioni
Vi sono enti certificatori della qualità del legname e delle foreste da cui è ricavato, che operano secondo i criteri riconosciuti a livello internazionale per la gestione sostenibile delle foreste. Fra questi si ricordano il Programme for Endorsement of Forest Certification schemes (PEFC) Council, creato nel 1999, e il Forest Stewardship Council (FSC), fondato nel 1993. Fra i Sistemi regionali ci sono invece la Canadian Standards Association, la Sustainable Forestry Initiative, la American Tree Farm System (attualmente accreditati PEFC, quindi riconoscibili in Italia con lo stesso logo del PEFC) e la Asia Pacific Forest and Trade. Uno degli enti italiani è la PEFC Italia che, per sua dichiarazione, certificando "attesta che le forme di gestione boschiva rispondono a determinati requisiti di sostenibilità" tenendo conto dei criteri e degli indicatori della "gestione forestale sostenibile" (GFS), "ovvero di parametri quantitativi e qualitativi (descrittivi) che, quando periodicamente misurati o osservati, permettano di valutare le performance ambientali e la sostenibilità dei sistemi di gestione forestale."..